# Nadhim Zahawi

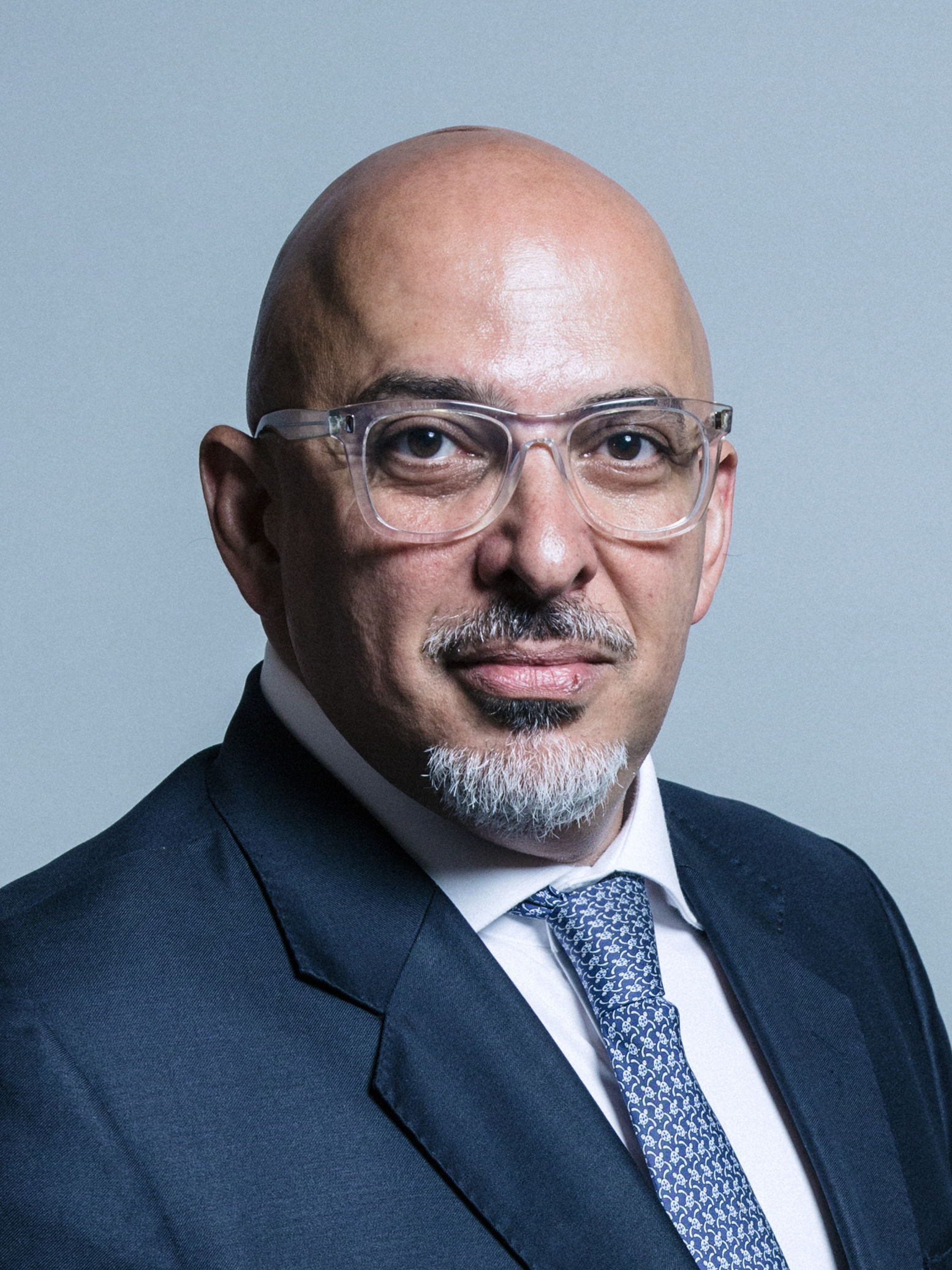
Nadhim Zahawi

Nadhim Zahawi (Arabisch: ناظم الزهاوي, geromaniseerd: Nāẓim az-Zahāwī; Baghdad, 2 juni 1967) is een voormalig Brits politicus voor de Conservatieve Partij, en voormalig zakenman. Hij is oprichter van het onderzoeksbureau YouGov. Hij was van 2010 tot 2024 lid van het Britse Lagerhuis voor Stratford-upon-Avon. Hij was ten tijde van het kabinet-Sunak van 25 oktober 2022 tot 29 januari 2023 voorzitter van de Conservatieve Partij en als zodanig ook minister zonder portefeuille. Hij werd door Rishi Sunak ontslagen na overtreding van de ministeriele gedragscode in verband met een belastingaffaire. 
Zahawi was eerder in het tweede kabinet van premier Boris Johnson als staatssecretaris verantwoordelijk voor het Britse COVID-19-vaccinatieprogramma (2020-2021) en vervolgens minister van onderwijs (2021-2022). Hij was in 2022 korte tijd minister van financiën (Chancellor of the Exchequer).  In het kabinet-Truss (september-oktober 2022) was hij Kanselier van het Hertogdom Lancaster, minister voor gelijkheid, en minister voor intergouvernementele zaken binnen het Verenigd Koninkrijk.  

## Biografie
Zahawi werd geboren in Irak en is van Koerdische afkomst. Hij groeide op in Engeland, waar hij naar de middelbare school ging en chemische technologie studeerde aan University College London.
Hij was medeoprichter van het internationale marktonderzoeksbureau YouGov, waarvan hij tot februari 2010 chief executive was. Tot januari 2018 was hij chief strategy officer voor Gulf Keystone Petroleum. 
Zahawi is sinds de jaren 1990 actief binnen de Conservatieve Partij. Hij was assistent en campagneleider van de conservatieve politicus en schrijver Jeffrey Archer. Tussen 1994 en 2006 was Zahawi raadslid in de Londense wijk Putney. In 1997 stond hij voor het eerst kandidaat voor het Lagerhuis in het district Erith and Thamesmead, waar hij niet werd verkozen. Bij de Britse algemene verkiezingen van 2010 werd hij verkozen voor het district Stratford-upon-Avon.

### Regeringsfuncties
In 2018 werd hij onder premier Theresa May staatssecretaris voor kinderen en gezinnen. Na de benoeming van Boris Johnson tot premier werd hij benoemd tot staatssecretaris voor bedrijfsleven en industrie; in 2020 kreeg hij als staatssecretaris de verantwoordelijkheid voor het COVID-19-vaccinatieprogramma. Bij de kabinetswijziging van 2021 werd hij bevorderd tot minister van onderwijs. Sinds 2021 is hij ook lid van de Privy Council.
In de kabinetswijziging van juli 2022 werd hij na het aftreden van Rishi Sunak minister van Financiën (Chancellor of the Exchequer). Nadat Boris Johnson zijn aftreden had aangekondigd maakte Zahawi bekend dat hij zich kandidaat zou stellen om de volgende partijleider en daarmee premier te worden. Zahawi werd in de eerste ronde van de leiderschapsverkiezing uitgeschakeld.
In het kabinet van Johnsons opvolger Liz Truss werd hij Kanselier van het Hertogdom Lancaster, minister voor gelijkheid, en minister voor intergouvernementele zaken binnen het Verenigd Koninkrijk. In die laatste functie was hij belast met de relaties met de regeringen van Schotland, Noord-Ierland en Wales. Na het aftreden van Liz Truss op 25 oktober 2022 benoemde haar opvolger Rishi Sunak Zahawi tot voorzitter van de Conservatieve Partij en minister zonder portefeuille.

### Ontslag
Begin 2023 kwam Zahawi, die als zakenman een persoonlijk fortuin heeft verworven, in opspraak vanwege een belastingaffaire. Hij had in de periode dat hij minister van Financiën was een hoge boete gekregen vanwege het niet betalen van meer dan drie miljoen pond aan belastingen. Ook zou hij journalisten hebben gedreigd met juridische stappen als ze over de affaire zouden publiceren. Op 29 januari 2023 ontsloeg Sunak hem als partijvoorzitter en minister omdat een onderzoek had aangetoond dat Zahawi de gedragscode voor ministers had overtreden.
Zahawi bleef lid van het Lagerhuis als backbencher. In mei 2024 maakte hij bekend bij de eerstvolgende algemene verkiezingen niet herkiesbaar te zijn. Zijn lidmaatschap van het Lagerhuis eindigde op 30 mei 2024, toen het parlement ontbonden werd in de aanloop naar de algemene verkiezingen van 4 juli.

## Externe bronnen
- Website Nadhim Zahawi
- Profiel Nadhim Zahawi op website House of Commons